# Kyselina lignocerová
Kyselina lignocerová (systematický název kyselina tetrakosanová) je nasycená mastná kyselina se vzorcem CH3(CH2)22COOH.

## Výskyt
CH3(CH2)22COOH se nachází v dřevném dehtu, různých cerebrosidech a v malých množstvích ve většině přírodních tuků.
 Mastné kyseliny arašídového oleje obsahují malá množství kyseliny lignocerové (1,1–2,2 %). Tato mastná kyselina je také vedlejším produktem výroby ligninu.

## Reakce
Redukcí kyseliny lignocerové vzniká alkohol lignocerol (lignocerylalkohol).